# Ludvig Eugen af Württemberg
Ludvig Eugen af Württemberg (født 6. januar 1731 i Frankfurt am Main, død 20. maj 1795 i Ludwigsburg) var den tredje søn efter Karl Alexander af Württemberg og Maria Augusta Anna af Thurn und Taxis. Han giftede sig med Sophie Albertine, datter af August Gottfried Dietrich greve af Beichlingen og Sophie Helene grevinde af Stoecken. Ludvig og Sophie fik tre døtre.
Han efterfulgte sin bror, Karl Eugen som hertug af Württemberg i 1793 og regerede i rundt 2 år til hans død i 1795. Han blev efterfulgt af sin yngre bror, Friedrich 2. Eugen.